# Šambron
Šambron je obec na Slovensku v okrese Stará Ľubovňa v Prešovském kraji ležící v pohoří Levočské vrchy. Žije zde 376 obyvatel. V obci vyvěrá sirouhlíkový pramen.
První písemná zmínka o obci pochází z roku 1411. V obci se nachází řeckokatolický původně pravoslavný Chrám Ochrany Přesvaté Bohorodičky.